# Apparatjik
Apparatjik är en supergrupp bestående av Jonas Bjerre från Mew, Guy Berryman från Coldplay, Magne Furuholmen från a-ha och den svenska producenten Martin Terefe. Bandets musik är bland annat alternativ rock. Apparatjik grundades år 2008 när de skrev låten "Ferreting" till albumet Songs For Survival. Den 1 februari 2010 släppte gruppen sitt första album We Are Here.
Apparatjik släppte ett andra album i oktober 2011 som heter Square Peg In A Round Hole. Albumet var gratis, men det var för att det inte var en färdig version. Först i mars 2012 släpptes det färdiga albumet efter att många versioner av albumets låtar släppts på Soundcloud, så att fans enkelt kunde följa låtarnas utveckling. I det färdiga albumet finns fyra låtar som inte ens fanns på gratisversionen.

## Medlemmar
- Jonas Bjerre – sång, gitarr
- Magne Furuholmen – sång, gitarr, keyboard
- Guy Berryman – sång, basgitarr
- Martin Terefe – trummor

## Diskografi
Album
- We Are Here (2010)
- Square Peg in a Round Hole (2012)

EP
- 4 Can Keep A Secret If 3 Of Them Are Dead (2010)
- If You Can, Solve This Jumble (2012)

Singlar
- "Ferreting" (2009)
- "Electric Eye" (2009)
- "Antlers" / "Electric Eye" (2010)
- "4 Can Keep A Secret If 3 Of Them Are Dead" (2010)
- "Datascroller" (2010)
- "Combat Disco Music" (2011)
- "Time Police" (2011)
- "Sequential" (2012)
- "Shake Him Off" (2012)

Samlingar
- Bolshevik Box (2010) (innehåller We Are Here på CD och röd vinyl + You Are There DVD)